# Ta chwila
Ta chwila (oryg. Woh Lamhe, hindi: वो लम्हें) – bollywoodzki dramat miłosny, który w oparciu o prawdziwą historię gwiazdy filmowej z lat 70. Parveen Babi zrealizował w 2006 roku Mohit Suri. Scenarzysta filmu Mahesh Bhatt opowiada tu własną historię. W rolach głównych Kangna Ranaut i Shiney Ahuja. Tematem filmu jest pełna oddania miłość, która przemienia życie spragnionego sukcesu mężczyzny, uczy go poświęcenia i troskliwości w sytuacji próby, jaką dla niego staje się choroba psychiczna ukochanej.

## Fabuła
Gwiazdę filmową Sanę Azim (Kangana Ranaut) znajdują w ostatniej chwili z podciętymi żyłami. Lekarze walczą o jej życie. Obok niej rozpacza Aditya Garewal (Shiney Ahuja) sławny reżyser oskarżany przez prasę o winę za tę tragedię. Ich znajomość zaczęła się od jego prowokującej zaczepki. Nieznany wówczas nikomu Aditya chcąc pozyskać gwiazdę dla swojego niezależnego filmu, publicznie obraził ją mówiąc, że pracując w przemyśle rozrywkowym pozwala się sprzedawać nie wiedząc już, kim naprawdę jest. Jego słowa zraniły Sanę, uraziły, ale i skonfrontowały z tym, czego chce w życiu. Pomogły jej wyzwolić się od niszczącego ją wpływu kochanka i menadżera Nikhila Rai (Shaad Randhawa). Grając rolę w ambitnym filmie Adityi Sana zakochała się w nim. Aditya nastawiony przede wszystkim na realizację siebie jako twórcy, a także bojąc się miłości, próbuje zachować dystans, nie zaangażować się zbytnio. Sytuacja zmienia się, gdy okazuje się, że Sanę dręczą przerażające ja urojenia. Lekarze odkrywają u niej schizofrenię. Aditya liczy, że jego pełna poświęcenia i troskliwości miłość przywróci Sanie poczucie rzeczywistości i spokój ducha.

## Obsada
- Shiney Ahuja – Aditya Garewal
- Kangana Ranaut – Sana Azim
- Shaad Randhawa – Nikhil Rai, menadżer Sany

## Motywy w filmachBollywoodu
- Motyw samobójstwa występuje m.in. w Aitraaz, Darr, Gangster, Honeymoon Travels Pvt. Ltd., Hamesha. Bohaterka podobnie jak bohaterzy m.in. Madhoshi, 15 Park Avenue, czy Anjaam podcina sobie żyły.
- Motyw urojeń i choroby psychicznej można zobaczyć też m.in. w Kyon Ki, Madhoshi, Tumko Na Bhool Paayenge, Har Dil Jo Pyaar Karega, 15 Park Avenue, czy Tere Naam.
- Pożegnanie chorego umierającego bohatera można zobaczyć też m.in. w Dil Chahta Hai, Jestem przy tobie, Waqt: The Race Against Time, Phir Milenge, Nigdy nie mów żegnaj
- W filmie pokazano święto Karwa Ćaut celebrowane w Indiach przez zamężne kobiety, które w czas pełni księżyca cały dzień poszczą nic nie jedząc ani nie pijąc za pomyślność swoich mężów, wypraszając swoją ofiarą u Boga błogosławieństwo dla nich. Święto to można zobaczyć też w innych bollywoodzkich filmach np. Prosto z serca, Czasem słońce, czasem deszcz, Yes Boss, Deewana, Deszcz, Andaaz, czy Biwi No.1.
- Sceny z tworzeniem filmu w filmie pojawiają się też w Om Shanti Om itd.